# Charsznica Wąskotorowa
Charsznica Wąskotorowa – zlikwidowana wąskotorowa stacja kolejowa w Miechowie-Charsznicy na linii kolejowej Charsznica Wąskotorowa – Kocmyrzów Wąskotorowy, w powiecie miechowskim, w województwie małopolskim, w Polsce.